# Erasmus Darwin

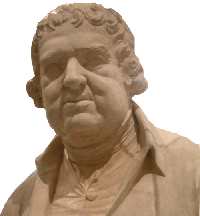
Bust d'Erasmus Darwin, per W. J. Coffee

Erasmus Darwin (Elston Hall, Anglaterra, 12 de desembre de 1731 – Derby, Anglaterra, 18 d'abril de 1802), fou un metge, naturalista, fisiòleg i filòsof britànic que escrigué profusament sobre temes de medicina, de botànica, a més de llibres de poesia. Va ser un dels membres fundadors de la Societat Lunar, un grup de discussió d'industrials i filòsofs de la naturalesa. Avi de Charles Darwin, va ser un dels defensors de l'evolucionisme.

## Obra

### Ciències naturals
El treball científic més important d'Erasmus Darwin és Zoönomia (1794), que conté un sistema de patología i un tractat sobre la "generació" en el que avançava les postures evolucionistes de Jean-Baptiste Lamarck.
Darwin va experimentar amb l'ús de l'aire i gasos per calmar infeccions i càncer. Més tard va enfocar els seus descobriments a la investigació sobre la formació dels núvols.
Els experiments de Darwin en galvanisme van ser una important font d'inspiració per la novel·la Frankenstein, de Mary Shelley.

### Poesia
La poesia d'Erasmus Darwin va ser elogiada per Coleridge i Wordsworth. En ella, Darwin reflectia els seus interessos científics. De fet, la seva obra més important porta per títol The Botanic Garden (El jardí botànic).

### Invents
Darwin fou també un gran inventor, tot i que mai patentà cap de les seves invencions, car pensava que això podria fer malbé la seva reputació com a metge.